# بخش سدر لیک، شهرستان اسکات، مینه سوتا
بخش سدر لیک (به انگلیسی: Cedar Lake Township) یک منطقهٔ مسکونی در ایالات متحده آمریکا است که در شهرستان اسکات، مینه‌سوتا واقع شده‌است.
 بخش سدر لیک ۹۴٫۱ کیلومتر مربع مساحت و ۲٬۱۹۷ نفر جمعیت دارد و ۲۹۹ متر بالاتر از سطح دریا واقع شده‌است.